# 朴成皓
朴 成皓（パク・ソンホ、1986年7月4日 - ）はハンファ・イーグルスに所属していた韓国の元プロ野球選手（投手）。

## 経歴

### 第一次ハンファ時代
2005年にサムスン・ライオンズから指名を受けるも高麗大学校に進学。
2009年のドラフトでハンファ・イーグルスからの指名を受け入団した。ルーキーイヤーに二軍でリーグトップの8セーブ、防御率2.12を記録。一軍では17試合に出場した。

### 起亜時代
2010年6月に張盛好、金京言、李東鉉を相手にしたトレードで金多元、安永命とともに起亜に移籍。
2011年は自己最多の23試合に登板した。
シーズン終了後軍へ入隊。除隊後2014年より起亜へ復帰した。

### 第二次ハンファ時代
2015年5月、柳昌植、金光洙、呉俊赫、盧壽匡を相手にしたトレードで李鍾煥、林準燮とともにハンファに復帰。同年にはプロ初ホールドも記録した。
だが2016年と2017年は一軍出場ができず、同年限りで契約を解除され現役引退。結局、一軍では1勝も出来ないまま引退となった。

### 引退後
引退後は漣川ミラクルの投手コーチになった。

## プレースタイル・人物
身長197cm体重115kgの超重量系右腕。
2010年7月当時ではリーグ2番目の高身長（リーグ1位は張珉翼の207cm）だった。

## 詳細情報

### 年度別投手成績
| 年度 | チーム    | 平均自責点 | 試合 | 完投 | 完封 | 勝利 | 敗戦 | セーブ | ホールド | 勝率  | 打者 | 投球回 | 被安打 | 被本塁打 | 四球 | 死球 | 奪三振 | 失点 | 自責点 |
| ---- | --------- | ---------- | ---- | ---- | ---- | ---- | ---- | ------ | -------- | ----- | ---- | ------ | ------ | -------- | ---- | ---- | ------ | ---- | ------ |
| 2009 | ハンファ  | 8.42       | 17   | 0    | 0    | 0    | 0    | 0      | 0        | -     | 149  | 31     | 38     | 5        | 22   | 2    | 22     | 29   | 29     |
| 2010 | KIA       | 3.81       | 23   | 0    | 0    | 0    | 0    | 0      | 0        | -     | 122  | 28.1   | 28     | 4        | 8    | 1    | 38     | 15   | 12     |
| 2011 | KIA       | 6.46       | 23   | 0    | 0    | 0    | 2    | 0      | 0        | 0.000 | 112  | 23.2   | 28     | 1        | 17   | 1    | 20     | 17   | 17     |
| 2014 | KIA       | 10.38      | 8    | 0    | 0    | 0    | 0    | 0      | 0        | -     | 73   | 13     | 27     | 3        | 7    | 1    | 11     | 15   | 15     |
| 2015 | ハンファ  | 4.79       | 16   | 0    | 0    | 0    | 0    | 0      | 1        | -     | 96   | 20.2   | 24     | 2        | 11   | 1    | 12     | 14   | 11     |
| 通算 | 5シーズン | 6.48       | 87   | 0    | 0    | 0    | 2    | 0      | 1        | 0.000 | 552  | 116.2  | 145    | 15       | 65   | 6    | 103    | 90   | 84     |

### 背番号
- 60 （2009年 - 2010年途中）
- 49 （2010年途中 - 同年終了、2015年 - 同年途中）
- 55 （2011年）
- 44 （2014年）
- 1 （2015年途中 - 同年終了）
- 30 （2016年 - 2017年）